# Fil·lacorals
Els fil·lacorals (Phyllachorales) són un ordre de fongs ascomicots de la classe dels sordariomicets (Sordariomycetes) que conté principalment paràsits de les fulles. Aquest gènere no té caràcters morfològics de referència cosa que fa el seu enquadrament taxonòmic difícil.

## Característiques
En general els membres de l'ordre Phyllachorales produeixen un ascocarp dins del teixit hoste, principalment dins un
estroma o sota un clypeus epidèrmic. El tipus de desenvolupament és ascohimenial.

## Taxonomia
L'ordre fil·lacorals inclou més de 1.800 espècies, 1.500 de les quals pertanyen al gènere Phyllachora, i quatre famílies:
- Família Neopolystigmataceae
- Família Phaeochoraceae
- Família Phyllachoraceae
- Família Telimenaceae